# Rymosia thorneae
Rymosia thorneae är en tvåvingeart som beskrevs av Chandler 1994. Rymosia thorneae ingår i släktet Rymosia och familjen svampmyggor. Inga underarter finns listade i Catalogue of Life.